# Paralaea hypoleuca
Paralaea hypoleuca är en fjärilsart som beskrevs av Turner 1919. Paralaea hypoleuca ingår i släktet Paralaea och familjen mätare. Inga underarter finns listade i Catalogue of Life.